# 閃光プラネタゲート
閃光プラネタゲート（せんこうプラネタゲート）は日本の3人組男装ユニット。秋葉原ディアステージに在籍するキャストによって2014年に結成され、約5年間活動し、2020年に解散した。所属はディアステージで、レーベルはDearStage Records。キャッチフレーズは「音と光のバーチャルリアリティー」。

## 概要
2014年10月に結成。秋葉原ディアステージでディアボーイを務めながら「磨きあげられた歌と息のあったダンスを武器に精力的に活動を展開」し、イベントやフェスにも積極的に出演した。
ライブでは「ログイン！」の掛け声で変身し、戦う。星のように煌めく光のスーツを身にまとうが、まだまだひよっこヒーローという設定である。
2019年1月、「identifier」によりシングルデビュー。
2020年2月に、「SPECIAL THE SHOW『アザラシは時空を超えて』」の公演をもって解散した。

## メンバー
| 名前                                       | 担当                      | 誕生日   | カラー                | 特技                                                     | 趣味 |
| ------------------------------------------ | ------------------------- | -------- | --------------------- | -------------------------------------------------------- | --- |
| #001 白水 桜太郎 （しらみず さくらたろう） | コメディな おしゃべり担当 | 3月21日  | ビビット ピンク       | 地図記号を体で表す 必殺もの忘れの術 とりあえず作ってみる | 似てないモノマネ、クラフト、 ゆるキャラ、ディズニー、Photoshop、耳かき、 THE PARTY CLIMAX JAPAN メンバー       |
| #002 '深海 誉 （ふかみ ほまれ）            | キュートな マッチョ担当   | 8月17日  | ペパーミント グリーン | アクロバット 1人ヒーローショー                           | ボウリング、ファッション、ゾンビ、 シナモロール情報収集、水族館見物 ミスiD2015すべての女の子はアイドルである賞 |
| #003 霜月 伶夜 （しもつき れいや）         | クールな スイーツ王子担当 | 11月11日 | バイオレット ムーン   | ピアノ                                                   | 紅茶専門店・カフェ巡り、菓子作り、 乙女ゲーム、ドラマ鑑賞、ピアノ                                              |
| オペレーター ナポレオン （なぽれおん）     |                           | 4月29日  |                       | ボルダリング                                             | ヘアカタログを眺めること                                                                                       |

## ディスコグラフィー

### シングル
|     | 発売日         | タイトル           | 収録曲                                                                                          | 規格品番                          | 販売形態         | 備考 |
| --- | -------------- | ------------------ | ----------------------------------------------------------------------------------------------- | --------------------------------- | ---------------- | --- |
|     | 2015年1月25日  | START-UP           | 1. START-UP 2. START-UP(Off vocal)                                                              |                                   | CD-R SONOCA      | 作詞：ささかまリス子 作曲：エムラショウタロウ |
|     | 2015年6月28日  | Synchronicity+     | 1. Synchronicity+ 2. Synchronicity+(Off vocal)                                                  |                                   | CD-R 配信 SONOCA | 作詞：ささかまリス子 作曲：エムラショウタロウ |
|     | 2016年7月24日  | ヒャッキヤコウ     | 1. ヒャッキヤコウ 2. ヒャッキヤコウ(Off vocal)                                                  |                                   | CD-R 配信 SONOCA | 作詞：ささかまリス子 作曲： フワリ 編曲： フワリ、エムラショウタロウ |
|     | 2018年8月1日   | イマ、ココ         | 1. イマ、ココ 2. イマ、ココ -Instrumental- 3. イマ、ココ -Remix ver.-                           |                                   | SONOCA           | 全18種 作詞：矢野利裕 作曲編曲：nagom tamaki |
|     | 2018年9月16日  | ビコーズ君が好き   | 1. ビコーズ君が好き 2. ビコーズ君が好き -Instrumental-                                          |                                   | SONOCA           | 全18種 作詞：安藤紗々 作曲編曲：山本真平 振付：愛川こずえ（ENGAG.ING） |
|     | 2018年10月14日 | 無限アニバーサリー | 1. 無限アニバーサリー 2. 無限アニバーサリー(Instrumental)                                       |                                   | SONOCA           | 全20種 作詞：安藤紗々 作曲編曲：片平翔大 |
| 1st | 2019年1月22日  | identifier         | 1. identifier 2. 閃光プラス+1000% 3. identifier(Instrumental) 4. 閃光プラス+1000%(Instrumental) | Type-A MJDS-1098 Type-B MJDS-1099 | CD               | 初全国流通。オリコン週間シングルランキング25位。 デイリー2位。週間インディーズシングル部門3位。 作詞：安藤紗々 作曲＆編曲：片平翔太 振付：Yumiko 「閃光プラス+1000%」 作詞：安藤紗々 作曲：真下正樹 編曲：大沢圭一 振付：Yumiko |

### コンピレーションアルバム
- ツキイチ！2015〜DearStage〜（2015年1月31日、Dearstage Records）
- ツキイチ！2016〜DearStage〜（2017年4月5日、DearStageRecords）

## ライブ

### 単独ライブ
- 閃光プラネタゲート THE SHOW ジルコ東京に黒い影！光のヒーローここに参上！（2019年1月26日、Zirco Tokyo）
- SPECIAL THE SHOW 「アザラシは時空を超えて」（2020年2月23日、大久保R'sアートコート）- 演劇&ライブの第一幕と、ライブのみの第二幕の構成。

### 主催ライブ
- START-UP〜level.1〜（2017年6月、TwinBox AKIHABARA）
- START-UP〜level.2〜（2017年10月、TwinBox AKIHABARA）
- START-UP〜プラゲーカケル〜（2018年7月、TwinBox AKIHABARA）
- START-UP〜新曲新スーツお披露目スペシャル〜（2018年9月、TwinBox AKIHABARA）

### 主な参加イベント

#### 2014年
- Miss iD フェスティバル'14～すべての女の子はアイドル、だといいな。～（12月、新宿ReNY）

#### 2015年
- MATSURHYTHM! 2015（7月、日比谷野外大音楽堂）
- イケメン横丁（8月・10月、ドリーム＊ステーション JOL原宿）
- 妄想大運動会（10月、代々木競技場第二体育館）
- COSMICBOX vol.13（10月、shibuya eggman）
- DEARSTAGE SHOWCASE 2015（11月、赤坂BLITZ）

#### 2016年
- ヨコハマカワイイパレード（5月、山下公園周辺）
- DEARSTAGE SHOWCASE 2016（6月、品川ステラボール）
- TOKYO IDOL FESTIVAL 2016（8月、お台場・青海周辺エリア）

#### 2017年
- 夢みる☆ディアステージ（5月、サンリオピューロランド）
- DEARSTAGE SHOWCASE2017（6月、渋谷ＷＷＷ）
- TOKYO IDOL FESTIVAL 2017（8月、お台場・青海周辺エリア）
- @JAM EXPO 2017（8月、横浜アリーナ）
- GIRLS ROCKS（9月、渋谷duo MUSIC EXCHANGE）
- 波のる☆ディアステージ（9月、三浦海岸 音霊OTODAMA SEA STUDIO）
- 東京アイドル大運動会～ただの運動会じゃないもん！～（10月、幕張メッセ 国際展示場）[5]
- 甦える☆ディアステージ（11月、秋葉原ディアステージ）
- Switched On! 2017（11月、WARP）

#### 2018年
- ヨコハマカワイイパーク（5月、横浜・山下公園）
- 夢みる☆ディアステージ2度寝（5月、サンリオピューロランド）
- イケメン横丁（7月、JOL原宿）
- カオスフェス2018（11月、Yokohama Bay Hall）[6]

## 出演

### ネット配信番組・動画

#### レギュラー
- 秘密会議★NEO（2015年6月8日 - 2018年3月28日、SHOWROOM）
- 秘密パジャマ会議、他（2018年4月13日 - 、YouTube生配信/プラゲーチャンネル）

#### 単発
- スクエニオーディション スマホ応募講座（2017年12月22日 - YouTube「DEARSTAGE Inc. 」）
- TIF2017 出演者の意気込みコメント（2017年7月23日 - YouTube）
- 第一回アイドル激辛グルメ女王選手権（2018年9月7日 - 、Twitch「DEARSTAGE チャンネル」）

#### ゲスト
- 弾き語り生放送 ～Next Batter's Circle 16（2017年1月10日 - 、ニコニコチャンネル「河野万里奈チャンネル 」）
- ゆっふるーむ（2019年1月23日 - 、SHOWROOM）

### ラジオ

#### ゲスト
- Dera☆Dear☆Stage（2019年2月 - 、東海ラジオ）
- 相沢梨紗のラジオ活動（2019年 - 、FM Fuji）